# Comuna Surani, Prahova
Surani este o comună în județul Prahova, Muntenia, România, formată din satele Păcuri și Surani (reședința).

## Așezare
Comuna se află în zona de deal, în estul județului, pe râurile Lopatna și Sărata, în bazinul hidrografic al Cricovului Sărat. În comună se întâlnesc șoselele județene DJ233 (care duce spre nord la Ariceștii Zeletin și Posești) și DJ100M, care duce spre nord la Cărbunești, terminându-se în același DJ233, și spre sud la Șoimari și Podenii Noi.

## Demografie
Componența etnică a comunei Surani
     Români (95,9%)
     Alte etnii (0,24%)
     Necunoscută (3,85%)
Componența confesională a comunei Surani
     Ortodocși (86,79%)
     Penticostali (6,97%)
     Adventiști (1,47%)
     Alte religii (0,86%)
     Necunoscută (3,91%)
Conform recensământului efectuat în 2021, populația comunei Surani se ridică la 1.635 de locuitori, în scădere față de recensământul anterior din 2011, când fuseseră înregistrați 1.655 de locuitori. Majoritatea locuitorilor sunt români (95,9%), iar pentru 3,85% nu se cunoaște apartenența etnică. Din punct de vedere confesional, majoritatea locuitorilor sunt ortodocși (86,79%), cu minorități de penticostali (6,97%) și adventiști (1,47%), iar pentru 3,91% nu se cunoaște apartenența confesională.

## Politică și administrație
Comuna Surani este administrată de un primar și un consiliu local compus din 11 consilieri. Primarul, Lucian-Gabriel Bucur[*], de la Partidul Național Liberal, este în funcție din 2012. Începând cu alegerile locale din 2024, consiliul local are următoarea componență pe partide politice:
|  | Partid                    | Consilieri | Componența Consiliului | Componența Consiliului | Componența Consiliului | Componența Consiliului | Componența Consiliului | Componența Consiliului | Componența Consiliului | Componența Consiliului | Componența Consiliului |
|  | ------------------------- | ---------- | ---------------------- | ---------------------- | ---------------------- | ---------------------- | ---------------------- | ---------------------- | ---------------------- | ---------------------- | ---------------------- |
|  | Partidul Național Liberal | 9          |                        |                        |                        |                        |                        |                        |                        |                        |                        |
|  | Partidul Social Democrat  | 2          |                        |                        |                        |                        |                        |                        |                        |                        |                        |

## Istorie
La sfârșitul secolului al XIX-lea, comuna Surani era formată doar din satul de reședință, făcea parte din plasa Podgoria a județului Prahova și avea 974 de locuitori, o școală înființată în 1889 și o biserică construită de localnici în 1816. În 1925, populația consemnată de Anuarul Socec este de 1679 de locuitori.
În 1950, a fost arondat raionului Teleajen din regiunea Prahova și apoi, după 1952, din regiunea Ploiești. În 1968, a revenit la județul Prahova, între timp apărând și satul Păcuri.
Odată cu venirea primilor clăcași, pe cele trei sfori de moșie au început a se înfiripa trei sătulețe, fiecare purtând numele moșiei căreia îi aparținea. Satul Oprișor era format și din clăcășii Episcopiei de Buzău, dar și din descendenții moșnenilor Dragomir Gurban și Dumitru Tora.
Satul Surani, ca și satul Sărari, erau formate numai din clăcași. Siliștea, adică vatra de sat pentru Oprișor, a fost aleasă de o parte și de alta a coamei Helciului, între gârlele Sărata și Lopatna, precum și din punctul numit și astăzi Teișu. Siliștea Suranilor a fost aleasă dinjosul schitului și până la Gârla Sărata. Siliștea clăcașilor din Sărari a fost aleasă în partea de miază-noapte a sforii de moșie spre hotarul cu moșia Surani.